# Jan VI Sarigta
Jan VI Sarigta (ur. ?, zm. ?) – w latach 965–985 64. syryjsko-prawosławny Patriarcha Antiochii.